# Canton de Chézy-sur-Marne
Le canton de Chézy-sur-Marne est une ancienne division administrative française du département de l'Aisne, située dans le district de Château-Thierry. Son chef-lieu était la commune de Chézy-sur-Marne et le canton comptait 7 communes à sa création.

## Histoire

### Révolution française
Le canton est créé le 18 février 1790 sous la Révolution française,.
À l'origine, le canton et le chef-lieu portent le nom de Chézy-l'Abbaye, ancien nom de Chézy-sur-Marne. La commune et le canton prennent le nom de Chézy-sur-Marne à la fin de l'année 1791. 
Le canton a compté sept communes avec Chézy-sur-Marne pour chef-lieu au moment de sa création : La Chapelle-sur-Chézy, Chézy-sur-Marne, Essises, Montfaucon, Nogent-l'Artaud, Pavant et Viffort. Il est une subdivision du district de Château-Thierry qui disparait le 5 Fructidor An III (22 août 1795). Le canton ne subit aucune modification dans sa composition communale pendant cette période.
Lors de la création des arrondissements par la loi du 28 pluviôse an VIII (17 février 1800), le canton de Chézy-sur-Marne est rattaché à l'arrondissement de Château-Thierry.

### 1801-1803
L'arrêté du 3 vendémiaire an X (25 septembre 1801) entraine un redécoupage du canton de Chézy-sur-Marne qui est conservé. L'ensemble des neuf communes du canton de Charly (Bézu-le-Guéry, Charly, Coupru, Crouttes, Domptin, Montreuil-aux-Lions, Romeny, Saulchery et Villiers-sur-Marne), trois communes du canton de Viels-Maisons (L'Épine-aux-Bois, Vendières et Viels-Maisons) et deux communes du canton de Gandelu (Lucy-le-Bocage et Marigny-en-Orxois) intègrent le canton tandis que la commune de Viffort rejoint celui de Condé-en-Brie. Le nombre de communes passe alors de 7 à 20 communes.
Par arrêté rectificatif du 11 messidor an X (30 juin 1802), la commune de Marigny-en-Orxois est détachée du canton et elle est réunie au canton voisin de Château-Thierry,. La composition communale passe de 20 à 19 communes.
Le canton disparaît le 6 messidor an XI (24 juin 1803) avec la décision de transférer le chef-lieu du canton de Chézy-sur-Marne à Charly,. Le canton change de nom pour devenir le canton de Charly.

## Composition

### Révolution française
Juste avant son redécoupage, le canton de Chézy-sur-Marne est composé de 7 communes. Le tableau suivant en donne la liste, en précisant leur nom, leur population en 1793 puis en 1800.
| Communes              | Population (1793) | Population (1800) | Canton actuel     |
| --------------------- | ----------------- | ----------------- | ----------------- |
| La Chapelle-sur-Chézy | 227               | 279               | Essômes-sur-Marne |
| Chézy-sur-Marne       | 1 204             | 1 285             | Essômes-sur-Marne |
| Essises               | 300               | 316               | Essômes-sur-Marne |
| Montfaucon            | 200               | 324               | Essômes-sur-Marne |
| Nogent-l'Artaud       | 1 004             | 1 103             | Essômes-sur-Marne |
| Pavant                | 563               | 608               | Essômes-sur-Marne |
| Viffort               | 210               | 314               | Essômes-sur-Marne |

### 1804
Juste avant sa disparition, le canton est composé de 19 communes : Bézu-le-Guéry, La Chapelle-sur-Chézy, Charly, Chézy-sur-Marne, Coupru, Crouttes, Domptin, L'Épine-aux-Bois, Essises, Lucy-le-Bocage, Montfaucon, Montreuil-aux-Lions, Nogent-l'Artaud, Pavant, Romeny, Saulchery, Vendières, Viels-Maisons et Villiers-sur-Marne.

## Évolution démographique
| 1793  | 1800  |
| ----- | ----- |
| 3 708 | 4 229 |

Histogramme

(élaboration graphique par Wikipédia)